# Юган-Вільгельм Снелльман
Юган-Вільгельм Снелльман (фін. Johan Vilhelm Snellman; 12 травня 1806, Стокгольм — 4 липня 1881, поблизу Гельсінкі) — фінський філософ-ідеаліст, публіцист і державний діяч, національний будитель, представник лівого гегельянства.

## Життєпис
Народився в сім'ї капітана. Професор філософії Гельсінгфорського університету (1856—1863). У 1840 — 1860-х рр.. видавав ряд газет фінською та шведською мовами («Сайма» та ін.) Виходячи з гегелівського вчення про народний дух як вищу реалізацію об'єктивного духу, бачив найважливіше історичне завдання у розвитку національної свідомості, найважливішою умовою чого вважав мовну єдність країни («Вчення про державу», 1842).
Юган-Вільгельм Снелльман був ідейним вождем фінського національного руху, закликав до згуртування різних громадських груп в ім'я інтересів нації. Будучи сенатором (1863 — 1868), домігся указу про рівноправність фінської мови зі шведською (1863) — державною мовою Фінляндії, і введення національної грошової одиниці — марки (1865). Значно вплинув на розвиток філософської і суспільної думки Фінляндії. Снелльман не прагнув до швидких громадським змін: першочерговим він вважав перехід освічених верств Фінляндії зі шведської мови на фінську.

## Визнання

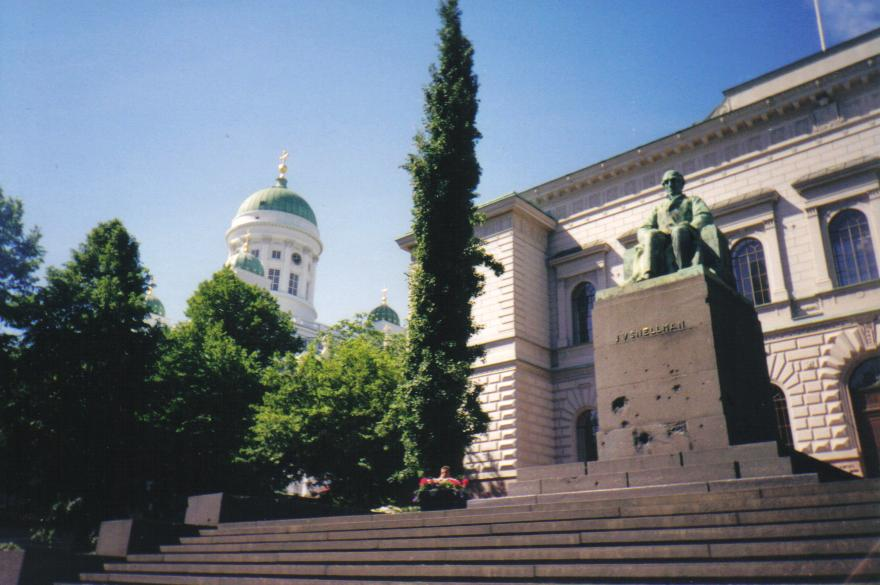
Пам'ятник Снелльману перед Банком Фінляндії в Гельсінкі

Снелльман став першою історичною особою Фінляндії, чий портрет з'явився на банкнотах: на найбільшій грошовій купюрі 1940 р. номіналом 5 000 марок було вміщено його зображення в старості. Незважаючи на реформи, портрет зберігся майже без змін на серії банкнот до 1980-х років.
У 1924 р. перед Фінляндським Банком був відкритий найважливіший з пам'ятників Снелльману — роботи Еміля Вікстрема. У 1920-ті і 1930-ті рр.. студенти-феномани, особливо Академічне Карельське суспільство, щорічно влаштовували перед пам'ятником велику маніфестацію.
Вулиця, яка проходить поруч, була перейменована в Снельманінкату.
12 травня, на честь дня народження Йогана Вільгельма Снелльмана, у Фінляндії проголошений День Снелльмана і фінської культури. Це свято є урочистим днем підняття прапорів.